# خوتا دانبرووا
خوتا دانبرووا (به لهستانی:  Huta Dąbrowa) یک روستا در لهستان است که در گمینا کژودا واقع شده‌است. خوتا دانبرووا ۱٬۶۰۰ نفر جمعیت دارد.